# روبرت بانكس (لاعب كرة قدم أمريكية)
روبرت بانكس (بالإنجليزية: Robert Banks)‏ هو لاعب كرة قدم أمريكية أمريكي، ولد في 10 ديسمبر 1963 في ويليامزبرغ في الولايات المتحدة.

## وصلات خارجية
- روبرت بانكس على موقع مرجع كرة القدم المحترفة.كوم (الإنجليزية)